# Izu Kyūkō
Die Izu Kyūkō (jap. 伊豆急行株式会社, Izu Kyūkō Kabushiki-gaisha, engl. Izukyū Corporation) ist eine japanische Bahngesellschaft. Das Unternehmen mit Sitz in Itō (Präfektur Shizuoka) ist eine hundertprozentige Tochtergesellschaft der Izukyū Holdings (伊豆急ホールディングス), die wiederum zur Tokyu Group gehört.

## Unternehmen
Entlang der Ostküste der Izu-Halbinsel betreibt die Izu Kyūkō die nach ihr benannte Izu-Kyūkō-Linie. Diese Bahnlinie ist 45,7 km lang und führt von Shimoda nach Itō. Dort geht sie in die Itō-Linie nach Atami über, die von JR East betrieben wird. Während JR East auf beiden Linien für den Fernverkehr zuständig ist, führt die Kyūkō den gesamten Nahverkehr durch. Zur Izu Kyūkō gehören zwei Tochtergesellschaften:
- Izukyū Tokai Taxi: Taxidienste in allen Orten entlang der Bahnlinie
- Shimoda Ropeway: Betrieb der Shimoda-Seilbahn von Shimoda auf den Aussichtsberg Nesugatayama

Die Izukyū Holdings umfassen verschiedene Unternehmensbereiche, die einst Teil der Izu Kyūkō waren und in separate Gesellschaften ausgelagert worden sind. Dazu gehören:
- Hotel Izukyū: Luxushotel am Strand von Shirahama bei Shimoda
- Izukyū Bussan: Betrieb von Kiosken, Läden und Restaurants an Bahnhöfen der Izu Kyūkō
- Izukyū Cable Network: Kabelfernsehen, Telekommunikation, Internet, Werbung
- Izukyū Community: Bewirtschaftung und Unterhalt von Immobilien (inkl. Gasversorgung)
- Izukyū Housing: Bau und Planung von Immobilien, Landschaftsgestaltung
- Le Nessa: Ferienhaussiedlung in Itō

## Geschichte
Im Februar 1959 erhielt die im Großraum Tokio tätige private Bahngesellschaft Tōkyū Dentetsu vom Verkehrsministerium die Genehmigung für den Bau einer Verlängerung der zwei Jahrzehnte zuvor eröffneten Itō-Linie. Drei Monate später, am 11. April 1959, gründete Tōkyū die Tochtergesellschaft Itō Shimoda Denki Tetsudō (伊東下田電気鉄道), die im Februar 1960 mit dem Streckenbau begann. Am 20. Februar 1961 benannte sie sich in Izu Kyūkō um und am 10. Dezember 1961 eröffnete sie die Izu-Kyūkō-Linie auf ihrer gesamten Länge. Ab 1. November 1972 waren die Aktien der Izu Kyūkō an der Tokioter Börse gelistet. Durch Aktientausch nahm die Tokyu Group das Unternehmen am 1. Oktober 2004 von der Börse. Im Rahmen einer Neustrukturierung wurden am 1. März 2012 alle Unternehmensbereiche außer der Bahnlinie, der Luftseilbahn und dem Taxibetrieb an die Izukyū Holdings ausgegliedert.